# Pedicia (Pedicia) goldsworthyi
Pedicia (Pedicia) goldsworthyi is een tweevleugelige uit de familie Pediciidae. De soort komt voor in het Nearctisch gebied.